# The Road Goes On Forever (альбом The Highwaymen)
| Оценки критиков  | Оценки критиков |
| Источник         | Оценка          |
| ---------------- | --------------- |
| AllMusic         | [ 1 ]           |
| Robert Christgau | A−              |
| Rolling Stone    | [ 3 ]           |

The Road Goes on Forever (с англ. — «Дорога идёт вечно») — третий и последний студийный альбом американской кантри-супер-группы The Highwaymen. Он был выпущен 4 апреля 1995 года на лейбле Liberty Records и достиг 45 места в американском чарте Billboard Top Country Albums. Заглавная композиция альбома была написана Робертом Эрлом Кином-младшим и первоначально записана на его альбоме 1989 года West Textures.

## История
The Highwaymen это супер-группа в составе четырёх популярных кантри-музыкантов: Джонни Кэша, Вэйлона Дженнингса, Вилли Нельсона и Криса Кристофферсона. Первые их два альбома вышли в 1985 и 1990 годах. Для записи своего третьего альбома The Road Goes on Forever группа Highwaymen наняла в качестве продюсера Дона Васа. До этого он работал со всеми членами группы, кроме Джонни Кэша, так что теоретически его выбор был естественным, и, на первый взгляд, «The Road Goes on Forever» имеет все признаки классического альбома Highwaymen. На нём есть отличный материал, от стандартов, таких как «True Love Travels on a Gravel Road» Далласа Фрейзера, до современных любимых песен Стива Эрла («The Devil’s Right Hand») и Билли Джо Шавера («Live Forever») и новых композиций от всех четырёх участников.
Диск стал третьим и последним студийным альбом группы, участники которой написали все 11 песен. После выхода альбома артисты продолжили свои сольные карьеры. В 2005 году альбом был переиздан с добавлением шести новых песен, а на DVD вышли: видеоклип на песню «It Is What It Is» и документальный фильм под названием «Live Forever — In the Studio with the Highwaymen».

## Отзывы
Альбом получил положительные музыкальной критики и интернет-изданий.
Стивен Томас Эрлевайн из AllMusic отметил, что «У альбома чёткий звук и целенаправленное производство, а также прекрасное исполнение всех участников. Проблема в том, что все это звучит чертовски серьёзно; у Was and the Highwaymen, возможно, есть все нужные карты, но они не знают, как их разыграть. Вместо того чтобы передать кинетическую энергию или напряжённый самоанализ, „The Road Goes On Forever“ звучит просто заученно и излишне заученно, как будто группа хотела создать музыку, которая соответствовала бы их мифологическому наследию, а не саму музыку».

## Список композиций
| №   | Название                          | Автор(ы)                      | Длительность |
| --- | --------------------------------- | ----------------------------- | ------------ |
| 1.  | «The Devil's Right Hand»          | Steve Earle                   | 3:14         |
| 2.  | «Live Forever»                    | Billy Joe Shaver, Eddy Shaver | 2:49         |
| 3.  | «Everyone Gets Crazy»             | Kevin Welch                   | 2:55         |
| 4.  | «It Is What It Is»                | Stephen Bruton, John Fleming  | 3:40         |
| 5.  | «I Do Believe»                    | Waylon Jennings               | 3:25         |
| 6.  | «The End of Understanding»        | Willie Nelson                 | 2:43         |
| 7.  | «True Love Travels a Gravel Road» | Dallas Frazier, A.L. Owens    | 3:22         |
| 8.  | «Death and Hell»                  | Johnny Cash, John Carter Cash | 2:51         |
| 9.  | «Waiting for a Long Time»         | Bruton                        | 4:20         |
| 10. | «Here Comes That Rainbow Again»   | Kris Kristofferson            | 2:50         |
| 11. | «The Road Goes on Forever»        | Robert Earl Keen              | 4:42         |

| №   | Название                   | Автор(ы)                       | Длительность |
| --- | -------------------------- | ------------------------------ | ------------ |
| 12. | «If He Came Back Again»    | Barry Alfonso, Craig Bickhardt | 3:34         |
| 13. | «Live Forever»             | Billy Joe Shaver, Eddy Shaver  | 2:12         |
| 14. | «I Ain't Song»             | Jennings                       | 1:56         |
| 15. | «Pick Up the Tempo»        | Nelson                         | 2:18         |
| 16. | «Closer to the Bone»       | Kris Kristofferson             | 2:14         |
| 17. | «Back in the Saddle Again» | Gene Autry, Ray Whitley        | 0:50         |

### 2005, бонусный диск (DVD)
1. Live Forever — In the Studio with the Highwaymen (video)
2. «It Is What It Is» (video)

## Чарты
| Чарт (1995)            | Высшая позиция |
| ---------------------- | -------------- |
| Австралия ARIA Charts  | 46             |
| США Top Country Albums | 42             |